# Wilhelm Mellies
Wilhelm Mellies (* 5. September 1899 in Pivitsheide V. L.; † 19. Mai 1958 in Bonn) war ein deutscher Politiker der SPD.

## Beruf
Mellies besuchte von 1917 bis 1922, unterbrochen vom Kriegsdienst im Ersten Weltkrieg und Kriegsgefangenschaft, das Detmolder Lehrerseminar und war anschließend als Volksschullehrer in Lage tätig. Mit seinem Eintritt in die SPD betätigte er sich auch als Verfasser von Artikeln in sozialdemokratischen Zeitungen, in denen er insbesondere zu Bildungsfragen Stellung nahm. 1933 wurde er aus politischen Gründen aus dem Schuldienst entlassen und arbeitete als Lebensmittelhändler. Im Zweiten Weltkrieg diente er u. a. als Soldat an der Ostfront.
Er war seit 1933 mit der Kinderheimleiterin Ella Stüben verheiratet, die 1937 starb, in zweiter Ehe ab 1953 mit der SPD-Politikerin Anni Krahnstöver. Nach Mellies sind die Wilhelm-Mellies-Straßen in Detmold und Hiddenhausen benannt.

## Partei
Mellies trat 1923 der SPD bei. Gemeinsam mit Heinrich Drake stieg er zu einer der wichtigsten Führungspersönlichkeiten der lippischen SPD auf. Nach 1945 wurde er Bezirksvorsitzender der SPD in Ostwestfalen. 1952 wurde er zum stellvertretenden Bundesvorsitzenden der SPD gewählt. 1957/58 gehörte er neben Herbert Wehner, Fritz Erler, Carlo Schmid, Erich Ollenhauer, Alfred Nau und Waldemar von Knoeringen der Siebenerkommission an, die auf dem Stuttgarter Bundesparteitag der SPD 1958 eine Strukturreform der Parteiführung durchsetzte. Insbesondere wurde dadurch der Einfluss der Basisdelegierten auf die Wahl der Parteiführung gestärkt, in inhaltlichen Fragen wurde jedoch der Bundesvorstand gegenüber dem Parteitag gestärkt.

## Abgeordneter
Mellies gehörte von 1925 bis 1933 dem Landtag von Lippe an, von 1929 an war er dessen Präsident. 
1946/47 war Mellies Mitglied des ernannten Lippischen Landtags und zog 1947 nach Auflösung des Landes Lippe in den 2. ernannten Landtag von Nordrhein-Westfalen ein. 1948/49 wurde er Mitglied des Wirtschaftsrates der Bizone. Dem Deutschen Bundestag gehörte er von dessen erster Wahl 1949 bis zu seinem Tode an. Dort war er 1949 bis 1953 stv. Vorsitzender des Berlinausschusses. Am 7. Oktober 1952 wurde er zum stv. SPD-Fraktionsvorsitzenden gewählt (bis 1957), nachdem er zuvor „politischer Sekretär“ (= Parlamentarischer Geschäftsführer) seiner Fraktion gewesen war. Mellies wurde 1949, 1953 und 1957 jeweils direkt im Bundestagswahlkreis Lemgo gewählt.

## Öffentliche Ämter
1945 wurde Mellies zum hauptamtlichen Landrat des Kreises Detmold bestellt. Bis 1953 war er Präsident des Deutschen Gemeindetages.